# Eduardo Rivera Pérez
Eduardo Rivera Pérez (Toluca, Estado de México; 7 de febrero de 1972) es un político mexicano.  
Eduardo Rivera sintió el llamado a la acción política desde temprana edad. Estudió Ciencias Políticas en la (UPAEP) y tuvo que trabajar para mantener sus estudios. 
Se tituló con mención honorífica con la tesis “La Transición Política en México” y continuando con esta dinámica de superación académica, años más tarde cursó la Maestría en Gestión Pública en el Centro de Estudios de Gestión de la Universidad Complutense de Madrid.
Su inquietud por la democratización del país lo llevó a incursionar en la política desde los 17 años, formando parte de la llamada “generación del cambio” que logró la transición en México en el año 2000. A lo largo de su carrera política ha ocupado diversos cargos, siendo Diputado Federal en la LVII Legislatura y Diputado Local en el H. Congreso del Estado de Puebla.
Dirigió los destinos del PAN como dirigente estatal, de 2003 a 2006, años en los que se lograron grandes avances electorales. Su amplio aprendizaje de la teoría política le permitió dar un salto cualitativo a la participación activa en el campo del servicio público como Presidente Municipal de Puebla, en el periodo 2011-2014. Durante su gestión, fue Presidente de la Asociación Nacional de Alcaldes (ANAC), y en 2013 es nombrado Presidente de la Confederación Nacional de Municipios de México.
Al terminar su gestión al frente del Ayuntamiento de Puebla, la George Washington University lo invita a ser catedrático en la Maestría de Gobernanza y Comunicación Política, de 2014 al 2020. En 2021 se convirtió nuevamente en Presidente Municipal de Puebla, siendo el primero en la historia de la ciudad en ser reelecto por decisión popular.
Fue candidato a la gubernatura de Puebla en las elecciones estatales de 2024 por la Alianza Mejor Rumbo para Puebla, conformada por el Partido Acción Nacional (PAN) , el Partido Revolucionario Institucional (PRI), el Partido de la Revolución Democrática (PRD) y el Pacto Social de Integración (PSI).

## Biografía
Nació en la ciudad de Toluca, y actualmente está casado y es padre de familia de 3 hijos.[cita requerida]
Licenciado en Ciencias Políticas por la Universidad Popular Autónoma del Estado de Puebla (1995) y Maestro en Gestión Pública por el Centro de Estudios de Gestión, de la Universidad Complutense de Madrid (2007), cuenta con Diplomado en Entrenamiento Profesional en Ciencia Política e Investigación de la Opinión Pública por la George Washington University (2003), especialización en Estudios sobre Políticas Públicas por parte del Instituto Tecnológico Autónomo de México ITAM (2002)[cita requerida]
Fue Consultor de la Fundación Universidad de las Américas Puebla y Copresidente del Consejo Consultivo de la Confederación Nacional de Municipios de México (CONAMM) desde mayo de 2015 Catedrático en la Maestría de Gobernanza y Comunicación Política en The Graduate School of Political Management, en la Universidad George Washington. (Otoño 2014, Otoño 2015, Otoño 2016 y Otoño 2017).
Fue coordinador de la campaña del Gobernador electo de Quintana Roo y coordinador de planeación y logística de la transición de gobierno (2016), fungió como Delegado Especial del CEN del Partido Acción Nacional para la campaña en el Estado de México (2017).
Su inicio en el ámbito político fue con el Partido Acción Nacional (PAN) en el año 1996. Su trayectoria política abarca la Presidencia Municipal durante el periodo (2011-2014).

## Formación profesional
- Fue Catedrático en la Maestría de Gobernanza y Comunicación Política en The Graduate School of Political Management de la George Washington University de 2014 a 2020.

- Fue Presidente Municipal de Puebla en el periodo 2011 a 2014
- Al mismo tiempo, ocupó el cargo de Presidente de la Asociación Nacional de Alcaldes ANAC
- En 2013, fue nombrado Presidente de la Confederación Nacional de Municipios de México
- Fue Diputado Local de la LVII Legislatura del H. Congreso del Estado de Puebla. Además de desempeñarse como Coordinador de su Grupo Parlamentario
- Fue Diputado Federal de la LVII Legislatura de la H. Cámara de Diputados del Congreso de la Unión fungiendo como Coordinador del Grupo Parlamentario de Puebla

## Gestión como presidente de la ANAC
Eduardo Rivera Pérez fue presidente de la Asociación Nacional de Alcaldes (ANAC) durante el 2011 mientras era presidente municipal de Puebla.
Durante su gestión al frente de la ANAC, asociación municipalista que agrupa a los presidentes municipales emanados del Partido Acción Nacional, encargada de la profesionalización, gestión de recursos y asistencia técnica para los funcionarios públicos denominados humanistas; recibió gran impulso, pues se aprobaron reformas estatutarias que permitieron entre otras cosas la creación de su Comité Ejecutivo Nacional, la de su Secretaría Ejecutiva y la del Sistema para la Profesionalización de los Funcionarios Públicos Municipales (SIPROCAM) y la de la Unidad para la Gestión (UGEP), además de arrancar el proyecto denominado Sistema de la Información para la Gestión Municipal en México (SIGEMM).
Se desempeñó también como presidente de la Conferencia Nacional de Municipios de México (CONAMM).